# Georg von Zweigbergk
Peter Anton Georg von Zweigbergk, född 8 maj 1873 i Stockholm, död där 17 februari 1938, var en svensk agronom och ämbetsman.
Georg von Zweigbergk var son till komministern Anton Herman von Zweigbergk och Augusta Mathilda Helena Holmström. Han avlade mogenhetsexamen i Skara 1892 och genomgick Ultuna lantbruksinstitut 1893–1895. Efter inspektörs- och lantbrukslärartjänst var han jordbrukskonsulent hos Älvsborgs läns norra hushållningssällskap 1899–1900, förvaltare vid AB Finspångs styckebruks lantegendomar 1901–1904 samt föreståndare för Östergötlands läns lantbruksskola på Bjärka-Säby och förvaltare för Bjärka-Säby gods 1904–1920. Från 1920 till sin död var von Zweigbergk byråchef och chef för lantbruksbyrån i Lantbruksstyrelsen. Han invaldes 1914 i Lantbruksakademien. Han var en skicklig jordbrukare och en utmärkt jordbruksteoretiker. Bland annat var von Zweigbergk ledamot av Folkhushållningskommissionen 1917–1918, ordförande i Statens lagerhus- och fryshusstyrelse från 1921 och i Statens slakterinämnd från 1933 samt ledamot av 1936 års näringsorganisationssakkunniga. Han publicerade uppsatser i lantbrukspressen och utgav på Lantbruksakademiens uppdrag den mycket använda läroboken Jordbrukslära för skolor och självstudier (1–2, 1911–1912, tillsammans med C. Rydberg, H. Kylberg och E. W Ljung; 6:e upplagan 1933).